# Texas i uppror
Texas i uppror (engelska: Thunder Over the Plains) är en amerikansk långfilm från 1953 i regi av André De Toth, med Randolph Scott, Lex Barker, Phyllis Kirk och Charles McGraw i rollerna.

## Handling
Filmen utspelar sig 1869 efter det amerikanska inbördeskriget. Texas har inte fått gå med i USA och carpetbaggers har tagit över staten. Den federala kaptenen Porter (Randolph Scott), som själv kommer från Texas, har fått uppdrag att utföra mot sitt eget folk. Han arresterar rebelledaren Ben Westman (Charles McGraw) som han vet är oskyldig för det mordet han är anklagad för. För att försöka bevisa Westmans oskuld blir Porter själv efterlyst.

## Rollista
| Randolph Scott  | – Captain David Porter |
| Lex Barker      | – Captain Bill Hodges  |
| Phyllis Kirk    | – Norah Porter         |
| Charles McGraw  | – Ben Westman          |
| Henry Hull      | – Lt. Col. Chandler    |
| Elisha Cook Jr. | – Joseph Standish      |
| Hugh Sanders    | – H.L. Balfour         |
| Lane Chandler   | – Mike Faraday         |
| James Brown     | – Conrad               |
| Fess Parker     | – Kirby                |
| Mark Dana       | – Lt. Williams         |